# 오산화 이인
오산화 이인(酸化二燐, Phosphorus pentoxide)은 인이 연소할 때 생기는 백색의 가루이다. 무수인산이라고도 불린다. 화학식은 P2O5 또는 P4O10이다. 건조제 및 탈수제로 쓰인다. 탈수제로서의 성능은 황산보다도 높다.
오산화 이인이 수화되면 인산이 된다. 

## 용도
탈수제, 인산 제조 등에 사용된다.

## 제조
오산화 이인은 인이 산소 기류 하에서 연소되어 생성된다. 
P4 + 5O2 → P4O10

## 보관
습기와의 접촉을 금하며 유리 용기에 밀폐하여 보관한다.

## 위험성
강한 조해성을 가지고 있어, 습한 공기 중에서 쉽게 인산으로 변한다. 에어로졸 형태로 흡입 시 치명적이며 호흡기, 피부, 점막, 안구 등에 심한 손상을 줄 수 있다. 